# Emil Holub

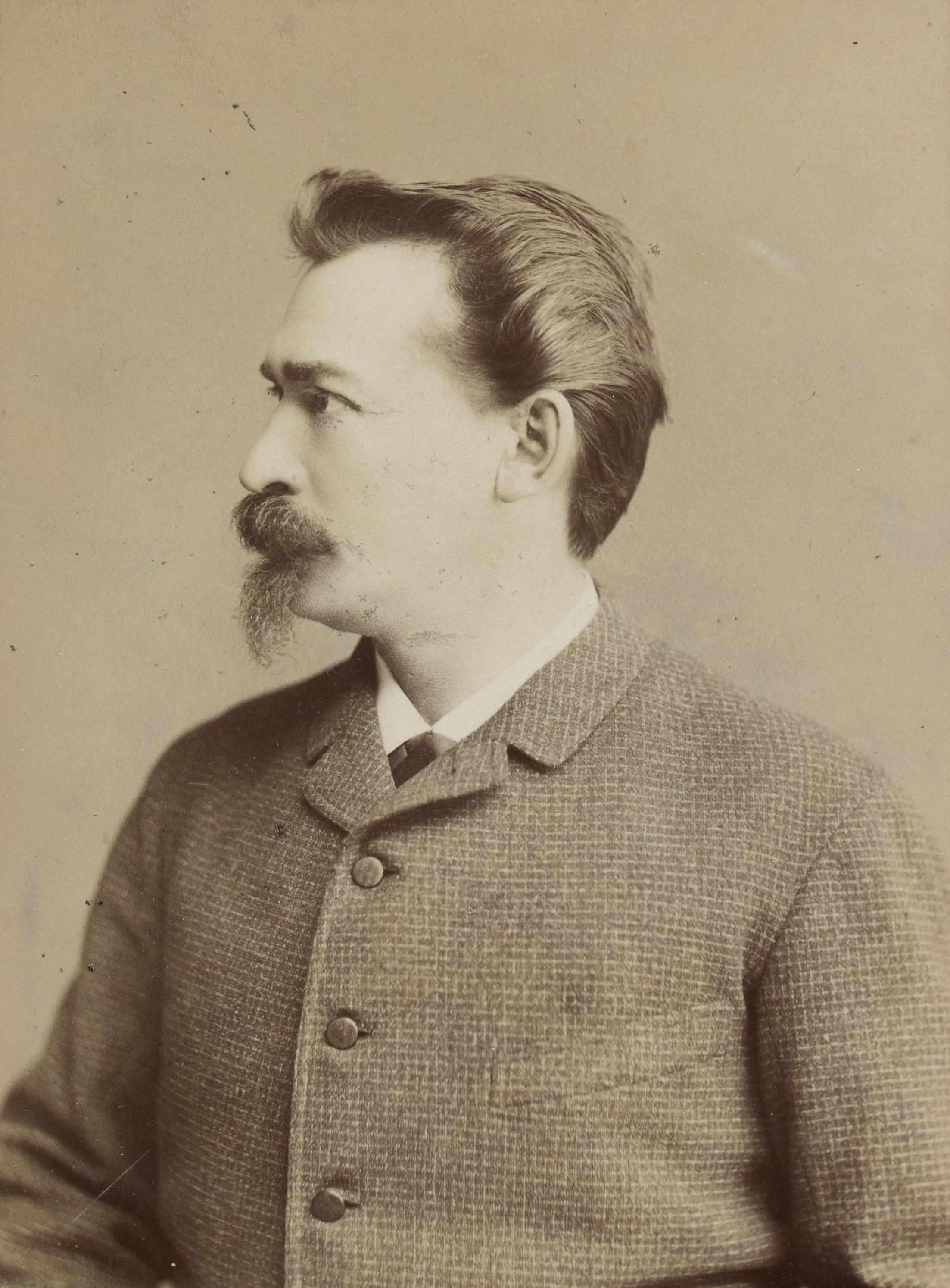
Emil Holub

Emil Holub (* 7. Oktober 1847 in Holice, Böhmen; † 21. Februar 1902 in Wien) war ein böhmischer Afrikaforscher.

## Leben
Emil Holub war der Sohn des praktischen Arztes František Holub und dessen Frau Anna. Schon früh entwickelte er eine Leidenschaft für Naturwissenschaften und Archäologie. Sein Vorbild war David Livingstone. Er studierte jedoch auf Wunsch seiner Eltern Medizin an der Karls-Universität in Prag.
Vier Monate nach seiner Promotion ging Holub mit finanzieller Unterstützung eines Freundes 1872 nach Südafrika, wo er sich im Diamantdistrikt von Kimberley als Arzt die Mittel zu drei größeren Expeditionen erwarb.

### Erste Expedition
Er überschritt 1873 den Vaal-Fluss, ging über den Kraal Lekatlong im Lande der Barolong (Bantu) längs des Westabhanges der Pokoneberge zum Kraal Mitzima, dann nach Springbokfontein und Gasfibone, überschritt die Pokone-Berge, besuchte die Höhlen von Wonderfontein und die Ruinen von Monomotapa und kehrte mit reichen Sammlungen Anfang 1873 nach Doloitspan zurück.

### Zweite Expedition
Auf seiner zweiten, schon im November 1873 begonnenen Reise erforschte Holub Teile des westlichen und östlichen Transvaals sowie die nördlich davon gelegenen Reiche Seschele und Sekomo.

### Dritte Expedition

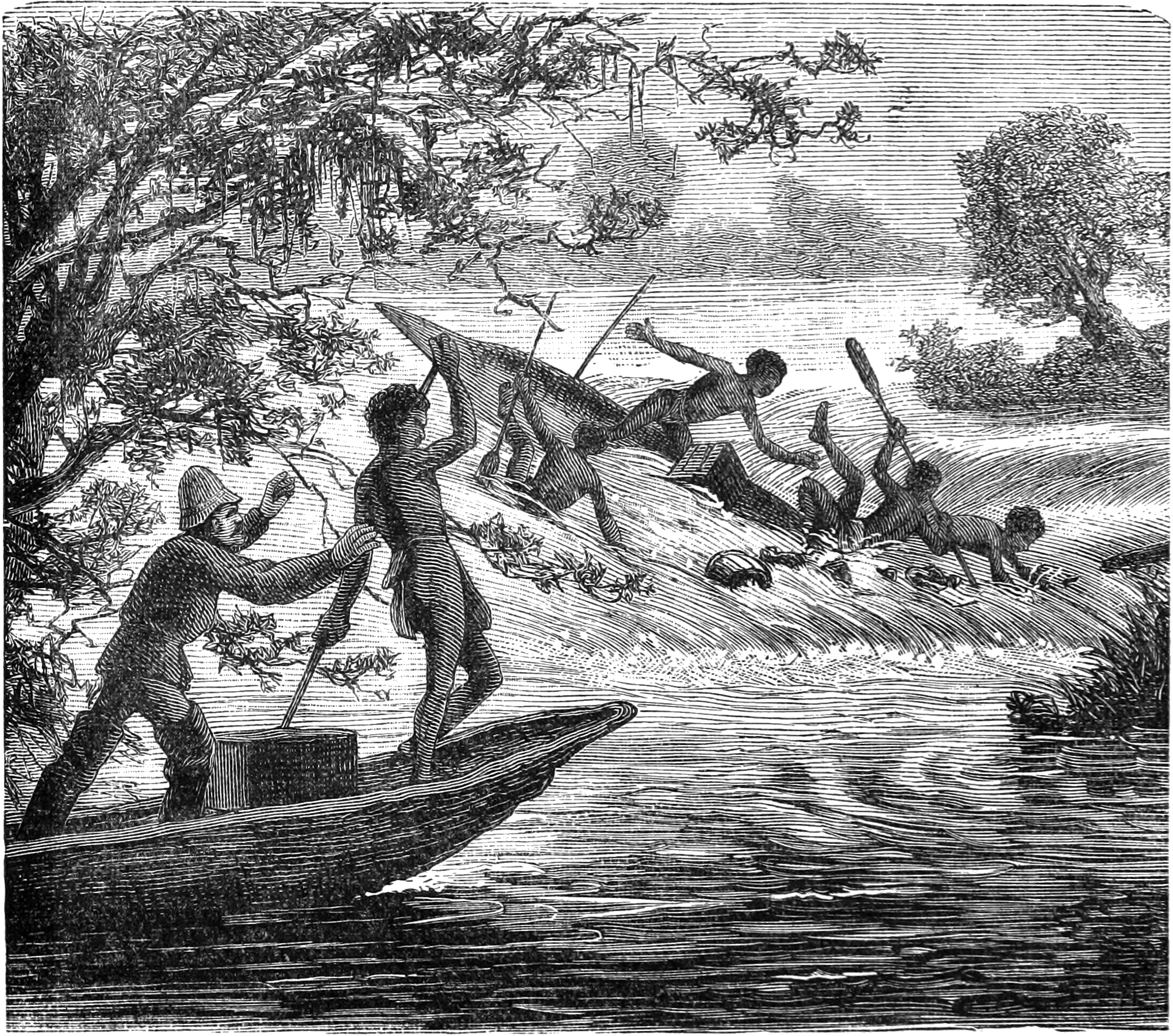
Auf dem Sambesi, Illustration aus dem Buch Sieben Jahre in Afrika

Auf der dritten ging er 1875 wieder nach Norden über Moiloa, Buisport und Soschong nach Pandama-Tenka und kehrte wieder über Soschong nach Kimberley zurück. Hier kam er bis an den Sambesi und an die Viktoriafälle.
Ende 1879 kehrte er nach Europa zurück und erntete mit Vorträgen über seine Reisen zwar Beifall, aber keine Unterstützung bei seinem Vorhaben, ein Afrikamuseum aufzubauen. Sein Buch Sieben Jahre in Afrika, das er 1880 veröffentlichte, wurde erfolgreich verkauft und seine Arbeit mit der von Charles Darwin verglichen.

### Versuch der Durchquerung Afrikas von Süd nach Nord
In Prag, wo er seinen Wohnsitz genommen hatte, bereitete er eine neue, ehrgeizige Expedition vor, von Kapstadt meridional durch den ganzen afrikanischen Kontinent nach Ägypten. Die Reise, in Begleitung seiner 18-jährigen Ehefrau Rosa (geb. Hof(f) / 1865 – 1958), die er 1883 geheiratet hatte, dauerte vier Jahre und war von vielen Strapazen, Krankheiten und Unglücksfällen begleitet. Im Dienste der Wissenschaft hatte sich Holub seiner der Reise mit Sumpffieber angesteckt und war nach Ausbruch der Krankheit auf die Hilfe treuer Freunde angewiesen. Die Reise endete 1886 am Sambesi, wo nach Kämpfen mit den Mashona (Maschukulumbe am oberen Kafue) ein großer Teil der Ausrüstung und der Sammlungen verloren ging. Ausgeplündert und unter größten Strapazen kehrte er im Februar 1887 nach Schoschong in Betschuanaland zurück und bald darauf nach Europa. Seine mehr als 13.000 Objekte zählende Sammlung konnte jedoch gerettet werden.

### Vortragstätigkeit

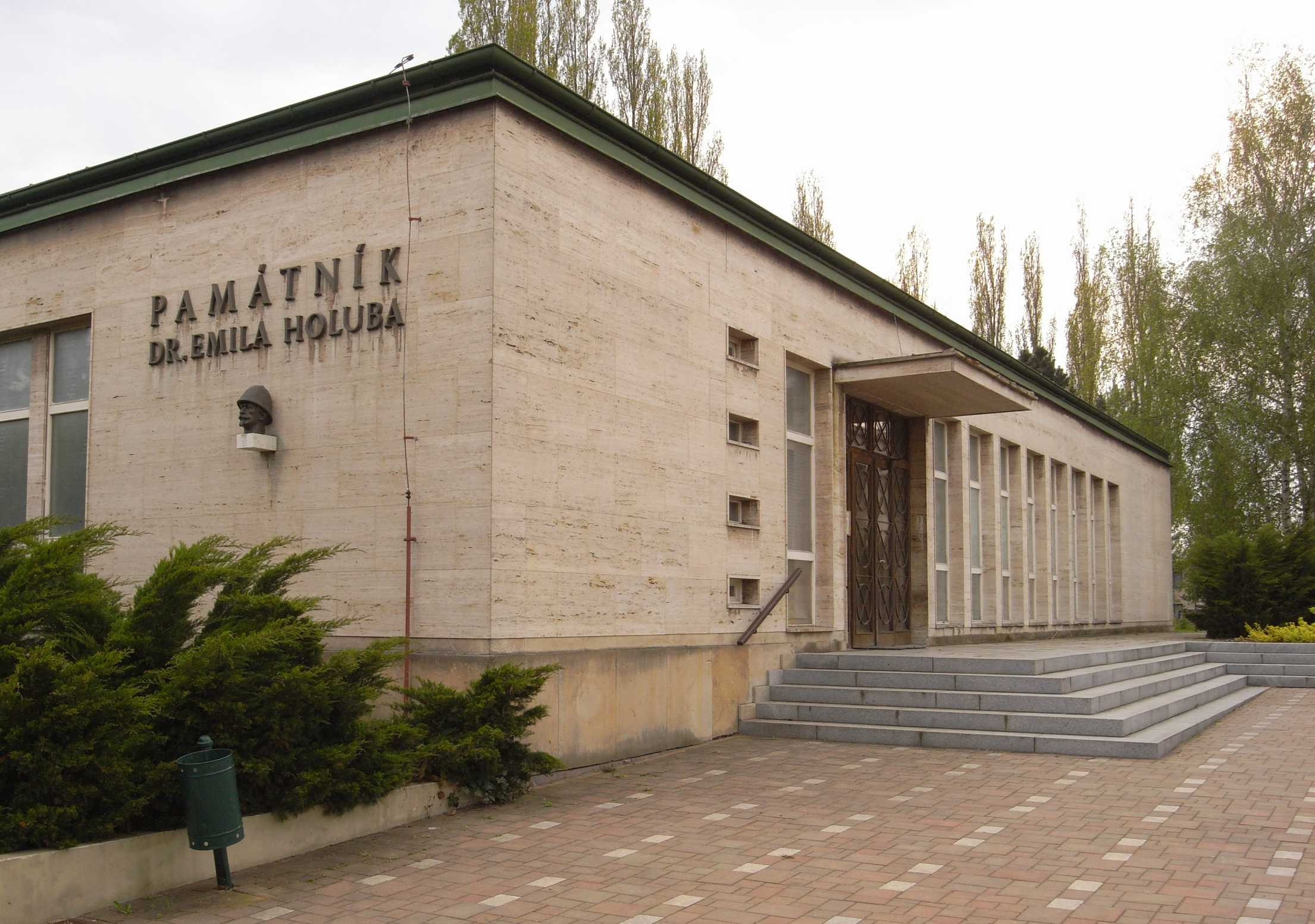
Afrikamuseum in Holubs Geburtsort Holice

Noch im Jahr 1887 wurde Holub zum Mitglied der Leopoldina gewählt. Nach seiner Rückkehr bereiste er in seiner Heimat zahlreiche Städte, wo er als gerne gesehener Vortragender seine Erlebnisse zum Besten gab. Manches in seiner Darstellung erscheint übertrieben, anderes wiederum wird verharmlost, insgesamt gesehen aber vermitteln seine Aufzeichnungen ein durchaus anschauliches Bild, welche Strapazen und Gefahren einen Forscher auch noch am Ausgang des 19. Jahrhunderts erwarteten.
1890 berichtet er in seinem Buch Von der Capstadt ins Land der Maschukulumbe über die Expedition, das Buch wurde ähnlich erfolgreich wie sein erstes.
Von beiden Reisewerken sind die von Text und Bildmaterial her umfangreicheren tschechischen Ausgaben als die Originalausgaben zu betrachten und nicht die vom Autor selbst herausgegebenen deutschsprachigen, die in Unkenntnis dieser Tatsache allerdings als Grundlage für die englischen Übersetzungen genommen wurden.
Im Frühjahr 1891 wurde in der Wiener Rotunde Holubs eigenfinanzierte „Südafrikanische Ausstellung“ eröffnet – die, trotz internationaler Beachtung, mit einem Defizit schloss.  1892 wurde die Schau in Prag gezeigt. Holubs Angebot an das Prager Nationalmuseum, seine 13.000 Objekte umfassende Sammlung kostenfrei zu übernehmen, wurde abgelehnt. Seine Sammlung ist deshalb heute weltweit auf weit mehr als 500 Museen und Bildungseinrichtungen verstreut.

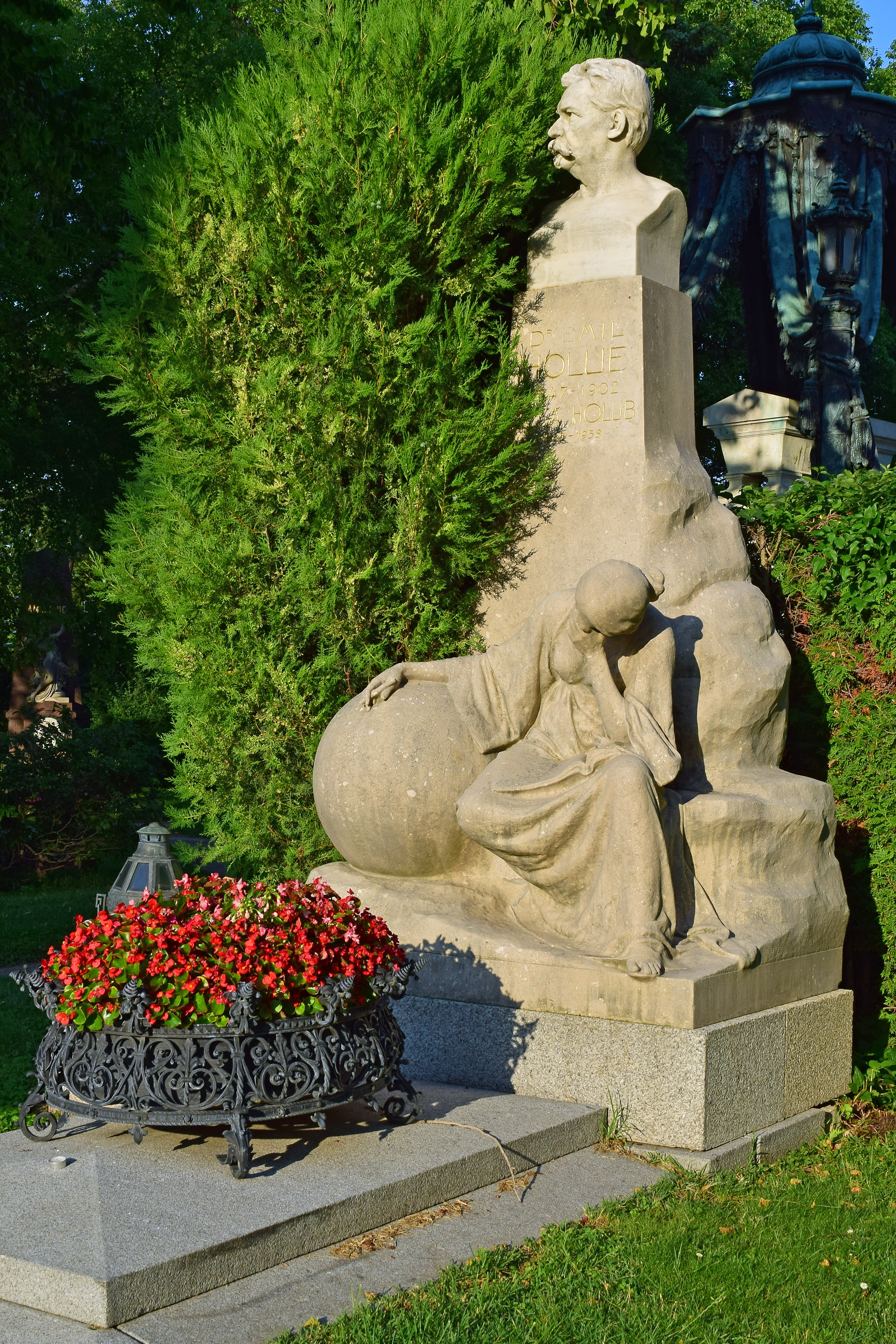
Ehrengrab auf dem Wiener Zentralfriedhof

Zu Beginn des letzten Lebensjahrzehnts wurden Holub hohe Ämter angetragen, die er jedoch allesamt ausschlug, entgegen seinem Gesundheitszustand überzeugt, bald wieder nach Afrika zu reisen. Holub hielt sich mit Vorträgen in allen möglichen Provinzstädten über Wasser, verschwieg auch gegenüber Freunden den Ernst seiner finanziellen Situation. Nachdem ihm 1901 Kaiser Franz Joseph I. einen lebenslänglichen Ehrengehalt von 5.000 Kronen jährlich zuerkannt hatte, konnte diese Ehrenzuwendung nur ein einziges Mal effektuiert werden. 
Nach jahrelangem Siechtum, das sich in den letzten sechs Lebensmonaten entscheidend verschlimmert hatte, verstarb Emil Holub am Abend des 21. Februar 1902 in seiner Wohnung in der Rotunde. 
Emil Holub wurde am 24. Februar 1902 auf dem Wiener Zentralfriedhof in einem Ehrengrab  (Gruppe 14 A, Nummer 11) zur letzten Ruhe bestattet. 

## Werke
- Few words on the native question. (englisch). Independent, Kimberley 1877, ÖNB.
- Eine Culturskizze des Marutse-Mambunda-Reiches in Süd-Central-Afrika. Gerold, Wien 1879, OBV.
- Catalog der im Pavillon des Amateurs ausgestellten Objecte. Teil 1. Jasper, Wien 1880–, ÖNB.
- Sieben Jahre in Süd-Afrika. Erlebnisse, Erlebnisse, Forschungen und Jagden auf meinen Reisen von den Diamantenfeldern zum Zambesi (1872–1879). Zwei Bände. Hölder, Wien 1880/81, OBV. – Band 1: archive.org, Band 2: archive.org.
- Die Franzosen in Tunis. Vom Standpunkte der Erforschung und Civilisirung Afrikas. Hölder, Wien 1881, LOC.
- Die Colonisation Afrikas. Vier Hefte. Hölder, Wien 1881–, ÖNB.
- mit August von Pelzeln: Beiträge zur Ornithologie Südafrikas – mit besonderer Berücksichtigung der von Dr. Holub auf seinen südafrikanischen Reisen gesammelten und im Pavillon des Amateurs zu Wien ausgestellten Arten. Hölder, Wien 1882, OBV. – archive.org.
- Die Engländer in Süd-Afrika. Hölder, Wien 1882, LOC.
- Über die Forschungen und Erlebnisse in Süd-Afrika (Vortrag). Verlag des Beamten-Vereines, Wien 1887, OBV.
- Von der Capstadt ins Land der Maschukulumbe. Reisen im südlichen Afrika in den Jahren 1883–1887. 2 Bände. Hölder, Wien 1890, OBV. – Band 1: archive.org, Band 2: archive.org
- Auf Karrenwegen und Negerpfaden durch Südafrika. Nach den Originalberichten erzählt und herausgegeben von Hans Stadler. Deutscher Verlag für Jugend und Volk, Wien 1924, ÖNB.
- Elf Jahre unter den Schwarzen Südafrikas (= Reisen und Abenteuer. Band 30). Brockhaus, Leipzig 1926, ÖNB.
- Ins Land der Maschukulumbe – die letzte Afrikareise des großen Forschers. Bearb. von Franz Titze-Ehr. Breitschopf, Wien 1947, OBV.

## Ehrungen, Auszeichnungen

Standplastik von Emil Holub in Holice

- Franz-Joseph-Orden (nach 1879; Ordensklasse nicht bekannt) [6]
- Nach seinem Tod wurde Emil Holub auf dem Wiener Zentralfriedhof in einem Ehrengrab der Stadt Wien beigesetzt; später wurde auch seine Frau dort beerdigt.
- Noch im selben Jahr (1902) wurde in Wien-Leopoldstadt (2. Bezirk) die Holubstraße nach ihm benannt.
- In seinem Geburtsort Holice wurde 1964 das Dr. Emil Holub-Gedenkstätte / Afrikanisches Museum (Památník Dr. Emila Holuba – Africké muzeum) eröffnet, wo bedeutende Erinnerungsstücke ihren Platz fanden und das ein bekanntes Ausflugsziel wurde.
- Im September 2005 wurde vor dem Gebäude des sambischen ethnografischen Nationalmuseums in Livingstone nahe der Viktoriafälle eine Büste Emil Holubs enthüllt,[11] welcher neben anderen 130 Jahre zuvor diese Wasserfälle kartierte. Trotz dieses Verdienstes ist er in Sambia kaum bekannt.

### Philatelie und Numismatik
- Tschechoslowakei: Sonderausgabe am 21. Februar 1952 zum 50. Todestag. 2 Werte zu 3 und 5 Kronen. Michel 707-708.
- Tschechien: Sonderausgabe am 3. Oktober 2007 zum 160. Geburtstag. 1 Wert zu 11 Kronen. Michel 529.
- 2002 Tschechien: 200 Kronen, Silber, Gedenkmünze zur 100-Jahr-Feier seiner Geburt.